# Hélène Dumas
Pour les articles homonymes, voir Dumas.
Hélène Dumas, née le 11 juillet 1981, docteur de l’École des hautes études en sciences sociales, est une historienne française spécialiste du génocide des Tutsi au Rwanda, chargée de recherche au CNRS membre du Centre d'études sociologiques et politiques Raymond Aron.

## Biographie

### Formation et travaux

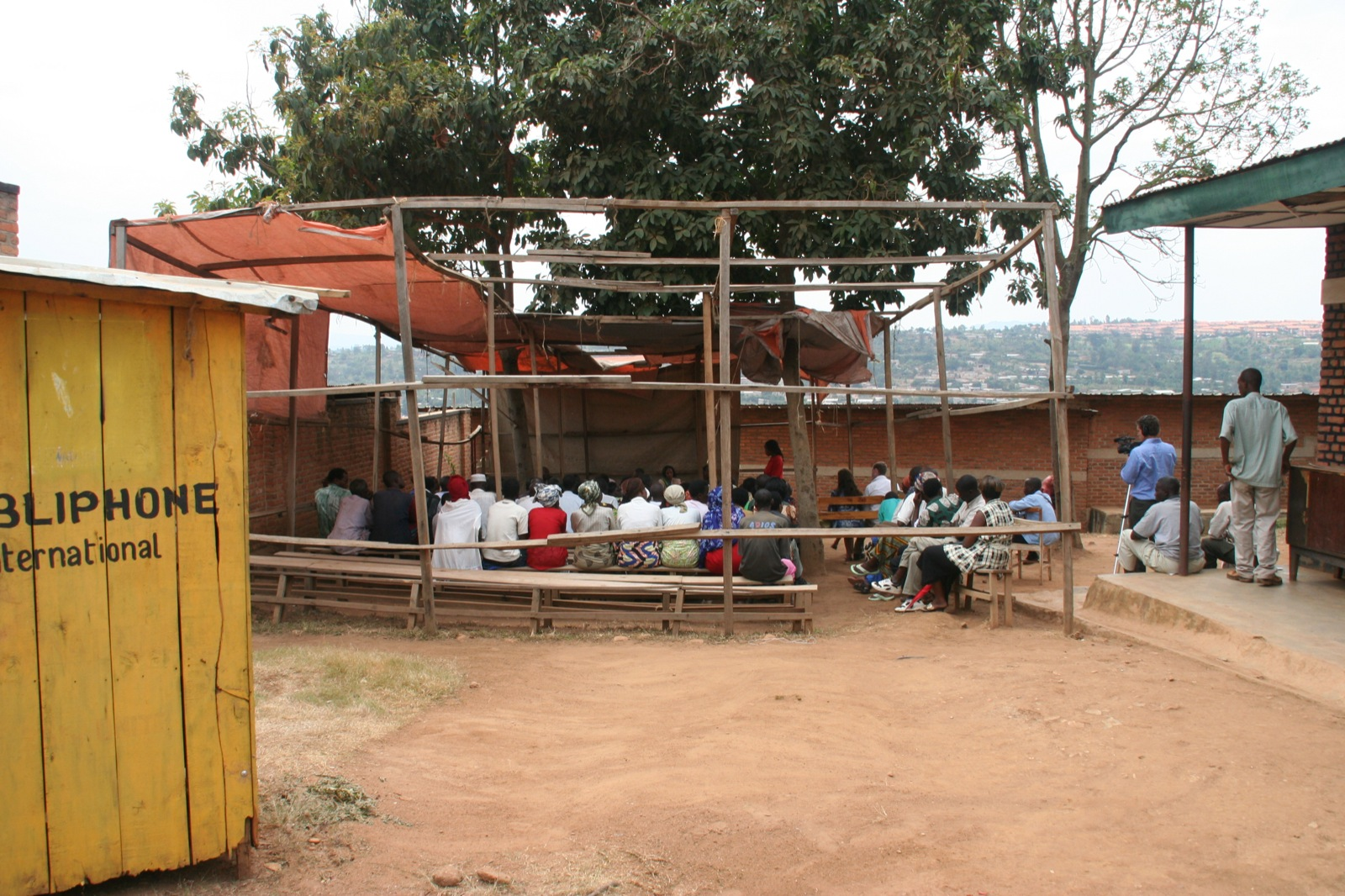
Un procès gacaca en 2006.
Le terme signifie « gazon » en kinyarwanda en référence aux assemblées dans lesquelles les sages réglaient les conflits dans des localités en s’asseyant par terre. Il s’agit de juridictions populaires réactivées après le génocide afin de juger les auteurs de rang inférieur en parallèle du travail mené par Tribunal pénal international pour le Rwanda.

Hélène Dumas est diplômée de l'IEP d'Aix-en-Provence en 2003. En 2008, elle convainc son directeur de thèse à l'EHESS, Stéphane Audoin-Rouzeau, de l'accompagner au Rwanda lors des commémorations, expérience que ce dernier décrit comme une « rupture irréversible » dans un ouvrage paru en 2017,,.
Elle soutient en 2013 sa thèse en histoire intitulée Juger le génocide sur les collines : une étude des procès gacaca au Rwanda (2006-2012) et obtient le prix Raymond Aron récompensant chaque année un chercheur en sciences humaines et sociales.
Ses recherches, inscrites dans le courant de la microhistoire, empruntent à l'anthropologie,,,. Seule historienne française, spécialiste du génocide des Tutsi, à maîtriser le kinyarwanda,,, langue qu'elle a appris afin de mener à bien son travail au Rwanda, elle fait partie d'une nouvelle génération de chercheurs, influencée par le travail de Jean-Pierre Chrétien, qui privilégie le terrain et est « dégagée des contingences de l’événement » ainsi que des controverses politiques,,.

#### Proximité et intimité: caractéristiques du génocide des Tutsi
En 2014, elle publie Le génocide au village dans lequel elle s'appuie sur diverses sources : d'une part orales, témoignages qu'elle a elle-même recueillis à Shyorongi (en), une commune située au nord de Kigali où deux tiers des 5 000 Tutsi sont exterminés ou lors de procès gacaca incluant tueurs et rescapés ; d'autre part écrites, archives du TPIR, de la MINUAR et de ministères belge ou rwandais. De manière générale, les témoignages font apparaître une rupture radicale lors du génocide qui est parfaitement conscientisée et opposée à un passé souvent idéalisé,. Ladite rupture se manifeste notamment dans l'évocation des massacres précédents depuis la révolution de 1959 au cours desquels les Tutsi ont pu trouver refuge chez leurs voisins Hutu. 

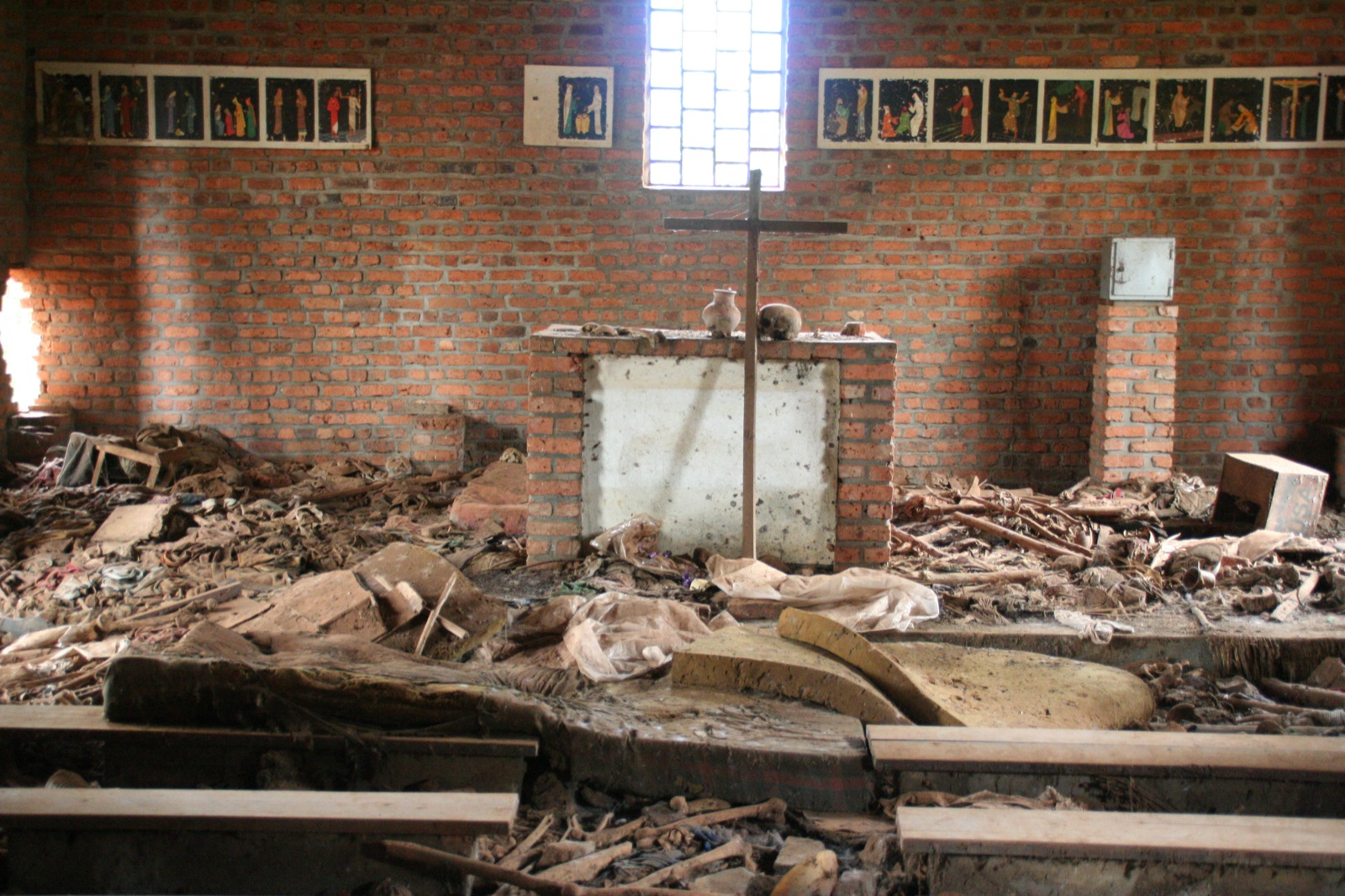
Les églises, lieux de massacres de masse et intra-religieux durant le génocide.
À Ntarama, plus de 5000 Tutsi sont exterminés le 15 avril 1994. Le lieu, transformé en mémorial, demeure en l'état : seuls les corps ont été enlevés.

L'historienne explique que l'efficacité de la mise en œuvre du génocide au Rwanda est due à la proximité qui existait entre auteurs et victimes : en habitant le même lieu, en connaissant « les spécificités et les habitudes de chacun », les exécutants se sont servis de la géographie et de la topographie. Partant, s'il y a bien eu des meneurs, l'« autonomie meurtrière des voisins » a joué un grand rôle dans l'exécution des tueries de même que « [s]i la guerre a rendu possible le génocide à partir de 1990, elle ne l’a pas rendu inévitable ». L'intimité entre protagonistes constitue également une clef de lecture : en effet, les liens affectifs (familiaux, amicaux) ont été « retournés » par une violation de toutes les normes morales. Ce faisant, Hélène Dumas refuse de résumer la “banalité” des bourreaux à leur statut socio-économique. Le présupposé de l'autrice selon lequel les relations de proximité, en particulier dans le cadre familial, seraient toujours empreintes d'un caractère protecteur est néanmoins questionnable ce qu'elle reconnaît elle-même en soulevant l'éventualité, dans certains cas, de la continuité de conflits privés ou d'animosité entre communautés.  En toute hypothèse, le retournement des liens s'est accompagné d'une irruption de la violence dans des lieux qui avaient, lors des pogroms des années 1960 et 1970, constitué des refuges, à savoir les églises devenues en 1994 des lieux de massacres de grande ampleur et intra-religieux, démontrant derechef la transgression de barrières sociales. En plus des ordres donnés par le pouvoir et de la mise en place d'une rhétorique fallacieuse de la « guerre défensive » dans les médias du régime Hutu, une mécanique individuelle s'est, en d'autres termes, enclenchée dans le cadre d'une « mission à mener »,. Hélène Dumas pointe en définitive l'articulation entre, d'une part des logiques verticales (gouvernement) et, d'autre part, des logiques horizontales (liens entre individus de toute nature) qui ont permis un déferlement de violence dans le cadre de la commission d'un crime de masse sur une durée de trois mois,. La proximité pourrait enfin expliquer les raisons du degré paroxystique de cruauté déployée dans les actes en eux-mêmes.  
René Lemarchand salue l'enquête minutieuse d'une dizaine d'années tout en s'interrogeant sur la généralisation à partir d'une étude fondée sur une localité et en soulevant la question du regard, insuffisamment critique selon lui, sur le mécanisme des gacaca.

#### Auteurs et victimes du génocide des Tutsi

##### Processus d'«animalisation»
La déshumanisation passe par l'« animalisation » des victimes : par exemple, le langage est mobilisé afin de transformer des voisins Tutsi en « cafards »,,. Une fois l'idée imprégnée dans l'imaginaire collectif, la traque peut commencer ; Laurent Testot explique dans sa note de lecture : « On n'assassine pas des animaux, on les abat. Pour déshumaniser jusqu'au bout, on s'acharne sur les cadavres jusqu'à ce qu'ils n'aient plus forme humaine ». Ce processus se révèle d'autant plus crucial qu'une mise à distance est indispensable dans le cas de proches exterminant les leurs.

##### Extermination du groupe via l'éradication des liens de filiation: le corps des femmes ciblé

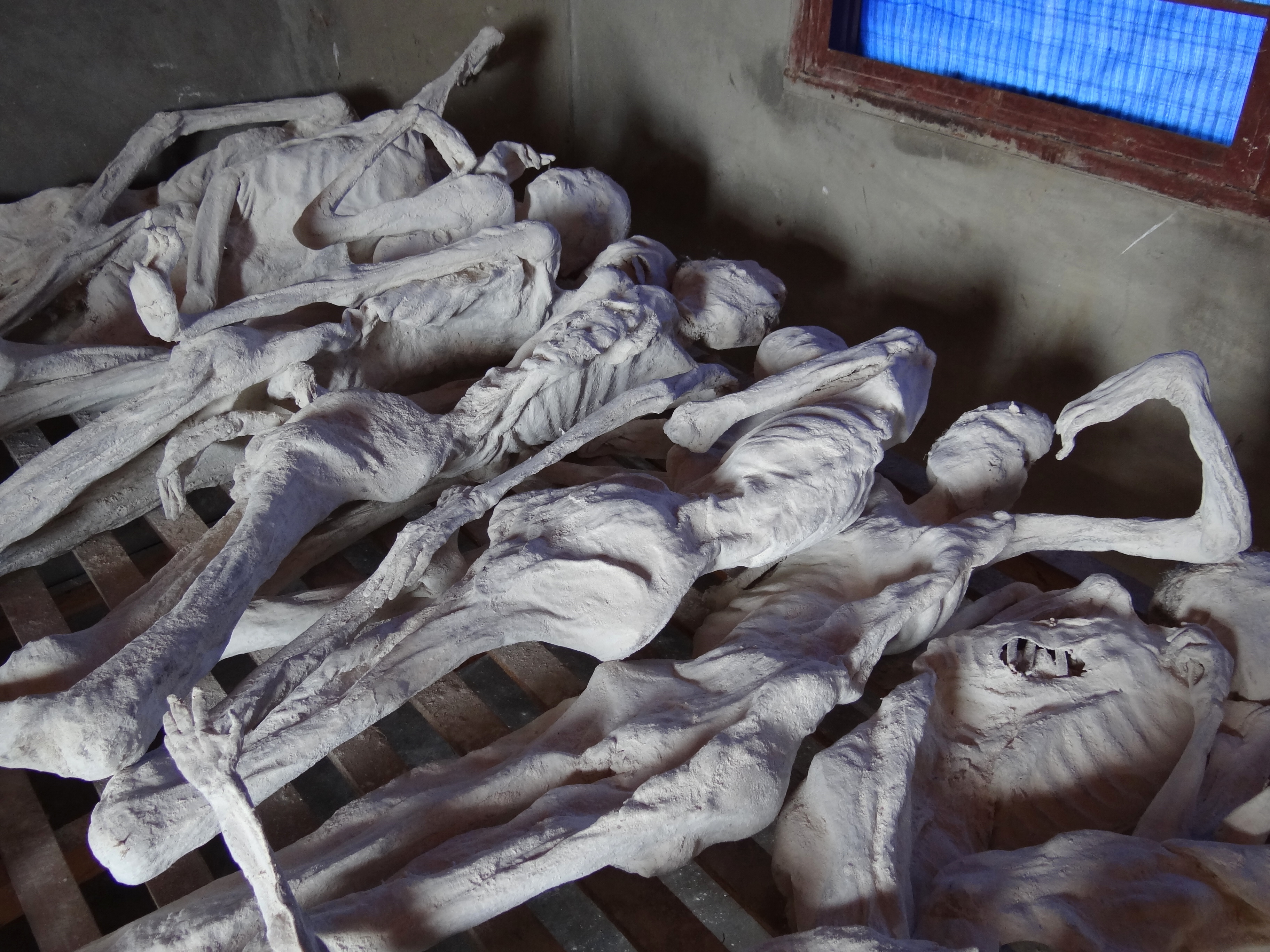
Corps exhumés et momifiés exposés au Mémorial de l’ETO de Murambi.
Mi-avril, hommes, femmes et enfants Tutsi sont massacrés (entre 27000 et 50000 victimes selon les estimations par rapport aux charniers,). Le lieu est également le siège de l'Opération Turquoise entre juin et août.

Le travail d'Hélène Dumas met en lumière la distinction capitale entre un génocide et une guerre, la première catégorie nécessitant d'exterminer l'ensemble d'un groupe, c'est-à-dire hommes, femmes, enfants comme ce fut le cas au Rwanda en 1994 contre les membres de la communauté Tutsi. Elle s'appuie, pour ce faire, sur l'analyse des charniers qui contiennent précisément nombre d'enfants et de femmes, victimes qui, de surcroît, ont été mutilées notamment au niveau des organes sexuels. Afin d'annihiler toute possibilité d'avenir du groupe, la politique génocidaire cherche à rompre définitivement la filiation : premièrement, les meurtres d'enfant sont légion ; deuxièmement, le viol des femmes Tutsi est mis en œuvre de façon systématique dans une logique d'humiliation des femmes mais aussi de leur communauté et il devient une arme pour inoculer le VIH,. Si l'éventration des femmes Tutsi enceintes constitue une pratique courante pendant les trois mois du génocide, beaucoup de femmes Hutu mariées à des hommes Tutsi sont pareillement prises pour cible, avec une finalité identique : à travers une « racialisation » du fœtus, il s'agit d' « extirper de [leur] matrice » le lien de sang avec les Tutsi que les femmes Hutu portent en elles. Hélène Dumas résume de cette manière : le corps des femmes symbolise le groupe visé que l'on veut à mettre à mort.  
Jean-Pierre Chrétien souligne ainsi dans sa recension du premier ouvrage d'Hélène Dumas : « Ce génocide n’est pas une « guerre tribale » comme on l’a lu cent fois, mais il représente une véritable déchirure concertée du tissu social rwandais ».

##### Expériences enfantines
Hélène Dumas s'intéresse aux expériences enfantines lors du génocide, qu'elles aient trait aux victimes ou aux tueurs. 
En 1994, les barrières de l'âge sont anéanties. Les enfants participent directement aux actes périphériques (dénonciation, traque, pillage) ; les adolescents sont parfois encouragés à violer ; enfin, les exécutions ne leur sont pas cachées : au contraire, ils sont invités sur les scènes afin qu'il gardent l'image du « dernier Tutsi », Hélène Dumas soutenant qu'il y a donc « presque une dimension pédagogique dans le crime ». Elle note, en outre, l'impact sur le long terme, c'est-à-dire post-génocide, s'agissant de la sphère familiale : en ce sens, du côté cette fois des enfants rescapés, elle observe que des groupes d'orphelins se forment pour tenter de recréer une telle structure, les plus âgés jouant le rôle de chef de famille.

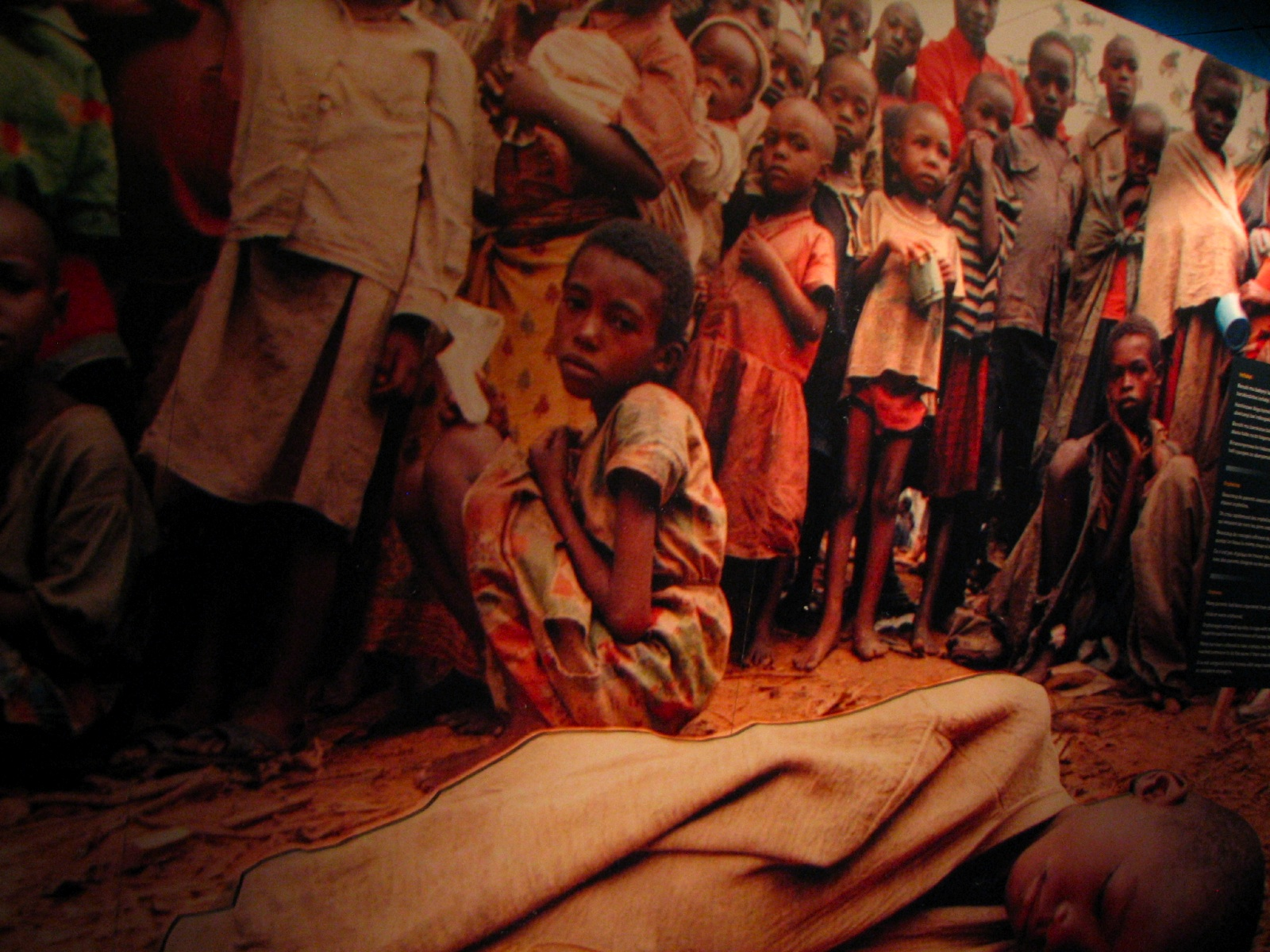
À la fin du génocide, environ 300 000 Tutsi ont survécu : 40% sont des orphelins selon une étude du CICR.
Enfants rescapés – Mémorial du génocide à Kigali.

Elle publie en 2020 Sans ciel, ni terre, ouvrage récompensé par le Prix Pierre Lafue (45e édition) et le Prix lycéen du livre d’histoire des Rendez-vous de Blois (2e édition). Le livre se compose d'une centaine de témoignages d'enfants orphelins du fait du génocide des Tutsi, qui avaient entre huit et douze ans en 1994, en majorité des filles, écrits retrouvés en 2016 dans les archives de Commission nationale de lutte contre le génocide et qui avaient été rédigés sur des cahiers d'écoliers à la demande de l’Association des veuves du génocide Agahozo dix ans auparavant,. Les témoignages sont traduits, rassemblés et organisés par l'historienne de façon chronologique en trois séquences : avant, pendant et après le génocide. Selon Le Monde, la violence y est « décrite de façon crue, palpable, insoutenable ». Si la parole des enfants n'est donc pas filtrée, ce choix est dicté par une fonction mémorielle,. En attendant Nadeau et Libération rapportent que les analyses d'Hélène Dumas, en parallèle des récits, illustrent la façon dont l'enfance a été « figée » et que devenues adultes, les victimes conservent le sentiment d'« une vie sans valeur et dénuée de tout sens » ,. L'hypermnésie de la mémoire traumatique de ces rescapés met ainsi en exergue l'impossibilité de se détacher du passé et une enfance marquée par le génocide. De plus, il apparaît que la fin du génocide a engendré pour beaucoup d'orphelins des mécanismes d'exclusion (par exemple de leur village), une précarité et des stratégies pour y échapper ainsi que de l’esclavage domestique,.  
Pour Manon Pignot, le travail de sa consœur relate une expérience commune en ce que les écrits se font écho sans que les scripteurs n'aient eu de proximité géographique au moment des faits et il démontre la place spécifique réservée aux enfants dans un génocide en tant que cibles privilégiées. Il s'inscrit aussi dans une dimension plus large qui permet d'interroger la société rwandaise, dans son ensemble, au regard de cet événement collectif dont les particularités sont notamment une « temporalité spécifique » et, dans le même temps, un « caractère très ordinaire » rappelé par la structure en trois temps : avant, un racisme violent envers les Tutsi ; pendant, une extrême brutalité mise en œuvre par les voisins ; après, la violence du déni et une menace, de par ces mêmes proches, qui subsiste.

#### Négationnisme et révisionnisme du génocide des Tutsi
Hélène Dumas travaille sur la question du négationnisme du génocide des Tutsi,. Elle identifie différents acteurs : journalistes d'investigation parfois autoproclamés, historiens controversés, experts cités par les équipes de Défense du Tribunal pénal international pour le Rwanda, militaires et politiques français, anciens dignitaires rwandais en exil ou condamnés par la justice pénale internationale. La chercheuse considère que si ces individus ont des intérêts divergents quant aux motifs présidant à leur discours, ils tendent cependant tous vers la « révision » historique en niant la spécificité du crime commis contre les Tutsi et en procédant à une « surenchère macabre – où tout le monde est à la fois bourreau et victime »,. Revenant sur les mécaniques du complot, elle critique vivement entre autres les écrits de Pierre Péan et Charles Onana. Elle relève que ce dernier reprend à son compte l'image raciste de la femme tutsi tour à tour espionne, prostituée, empoisonneuse employée afin de servir la « cause » de sa communauté à l'international.
En 2019, elle signe une lettre ouverte au côté d'une soixante de chercheurs, journalistes et historiens adressée aux rectorats d'universités belges pour dénoncer l'invitation de la journaliste Judi Rever, à l'initiative de l'un de ses proches, autrice d'un livre reprenant la  théorie du « double génocide » et expressément qualifiée de négationniste par les auteurs du courrier. Ceux-ci indiquent, d'une part, que la promotion de ces idées vise à banaliser le génocide de 1994 en développant sur la prétendue existence d'un autre génocide qui aurait été commis en parallèle alors même que ceci n'a jamais été établi par les travaux sur le sujet. Ils fustigent, d'autre part, l'absence de « débat contradictoire digne de ce nom » puisqu'aucun intervenant n'est spécialiste de l'histoire du pays ou du génocide des Tutsi.

### Enseignement et recherches collectives
Elle dirige à Sciences Po Paris le séminaire Rwanda 1994 : Histoire du génocide.
Depuis 2016, elle participe au programme de recherche Attentats du 13 novembre 2015 : des vies plus jamais ordinaires mené à l’Institut d'histoire du temps avec Christian Delage et Élisabeth Claverie,.
Entre 2016 et 2018, elle est membre de la Mission ministérielle d’étude en France sur la recherche et l’enseignement des génocides et des crimes de masse. Le rapport invite à mieux prendre en compte les approches comparatives entre événements de l'Histoire et celles qui croisent les domaines (histoire, anthropologie, psychologie, droit).

#### Rôle de la France dans le génocide des Tutsi

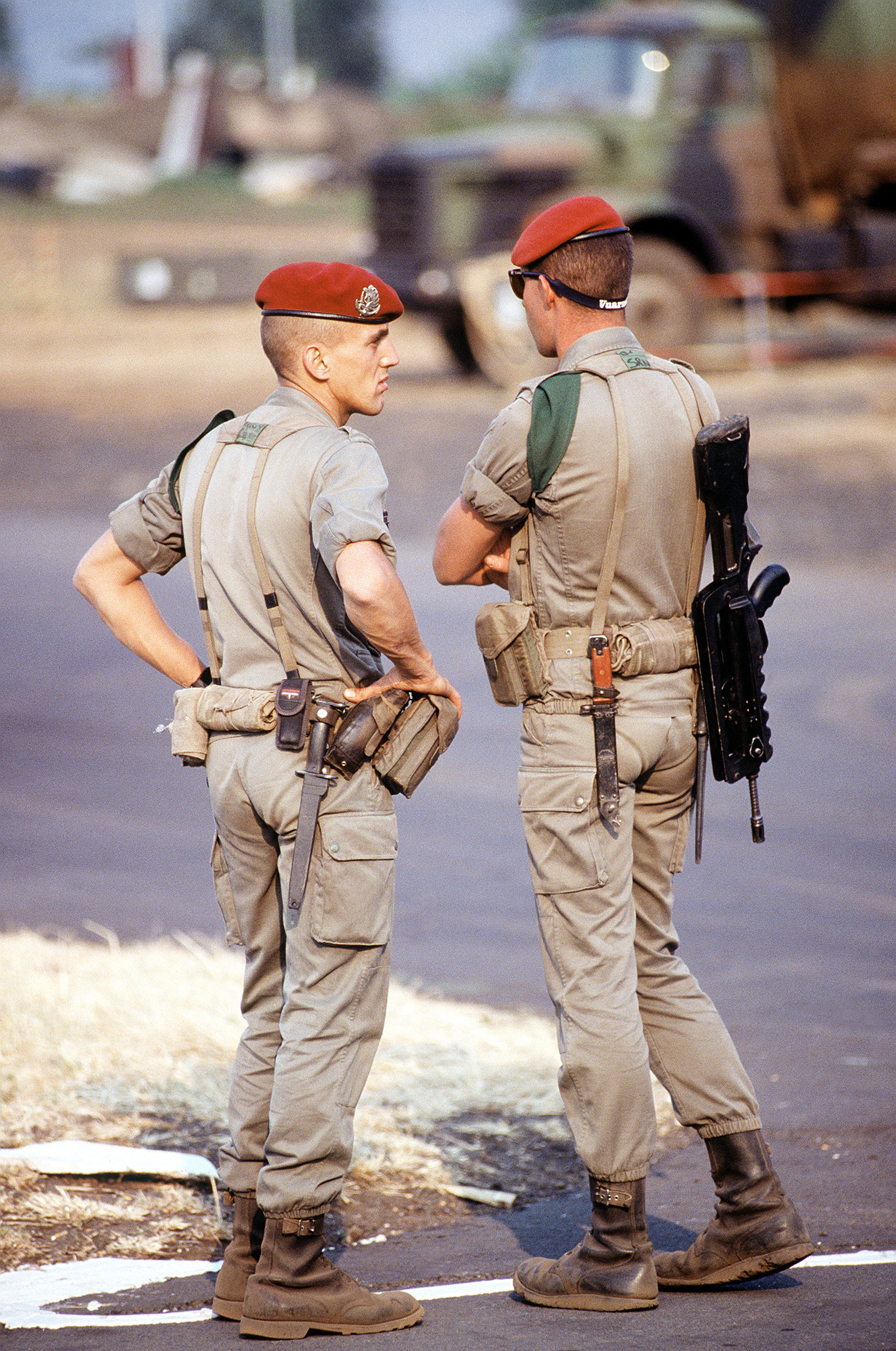
Parachutistes français à l'aéroport de Kigali le 14 août 1994.

S'agissant du rôle de la France, Hélène Dumas préconise, en 2011 dans une tribune co-signée avec Étienne Smith au Monde, une approche nuancée en expliquant que les interrogations sur le sujet ne peuvent être réglées ni par les défenseurs sans réserve de l'opération Turquoise, ni par les soutiens jusqu'au-boutistes de l'idée d'une complicité de la France dans le génocide puisque tant les témoignages des rwandais que ceux des militaires attestent d'une réalité plus complexe,.
En 2015, Rafaëlle Maison, tout en saluant l'intérêt du travail au plus près du terrain avec une dimension anthropologique, critique néanmoins le fait que ce nouveau courant de recherche s'impose au détriment des autres : lorsque la grille de lecture vicinale devient la matrice, elle masque les approches « politique et juridique, nationale et internationale » qui président à tout génocide. Dès lors, selon ce Professeur, la question du rôle de la France serait éludée par la jeune génération. Après le lancement de cette nouvelle polémique dans le milieu universitaire, Hélène Dumas répond en rappelant le nombre très faible de jeunes chercheurs impliqués sur le sujet ainsi que la difficulté d'accéder aux sources puisqu'à cette date, les archives françaises sont verrouillées tandis qu'aucun protagoniste n'accepte de parler.
En 2019, elle est écartée, comme son directeur de thèse, de la Commission de recherche sur les archives françaises relatives au Rwanda et au génocide des Tutsi (1990-1994) « en raison de propos hostiles à l’armée française » à l'initiative de Franck Paris, conseiller Afrique d'Emmanuel Macron. La communauté universitaire critique alors fortement ce choix en considérant que la commission se prive de deux spécialistes,. Christian Ingrao initie une pétition qui réunit plus de 300 noms. In fine, quels que soient les motifs de cette double exclusion, ils alimentent « les suspicions et les divisions. »,. En septembre 2020, Vincent Duclert — qui dirige la Commission — contacte finalement les deux chercheurs souhaitant leur soumettre sa méthodologie. Si Stéphane Audoin-Rouzeau refuse, Hélène Dumas accepte la proposition. Elle revient sur sa décision lorsque fin octobre, Le Canard enchaîné ressort un article controversé publié en 2018 par Julie d'Andurain, membre de la commission, dans lequel cette dernière tient des propos favorables à l'endroit de l'opération Turquoise, décrit le génocide comme des « massacres » croisés ,, en s'appuyant uniquement sur deux sources — Hubert Védrine et Pierre Péan — et dépeint certains journalistes et chercheurs comme « ces “idiots utiles” » de Paul Kagame,. Julie d'Andurain attribue par la suite la responsabilité des vives réactions provoquées par l'article du Canard à « ceux qui s'estiment avoir été évincés de la Commission ».

### Divers
En 2014 puis en 2016, elle est auditionnée par les Cours d'assises de Paris et Bobigny lors du procès de Pascal Simbikangwa,, premier individu de nationalité rwandaise jugé en France et définitivement condamné.
En 2019, elle est l'une des commissaires de la double exposition du mémorial de la Shoah commémorant le 25e anniversaire du génocide des Tutsi,.

## Ouvrages

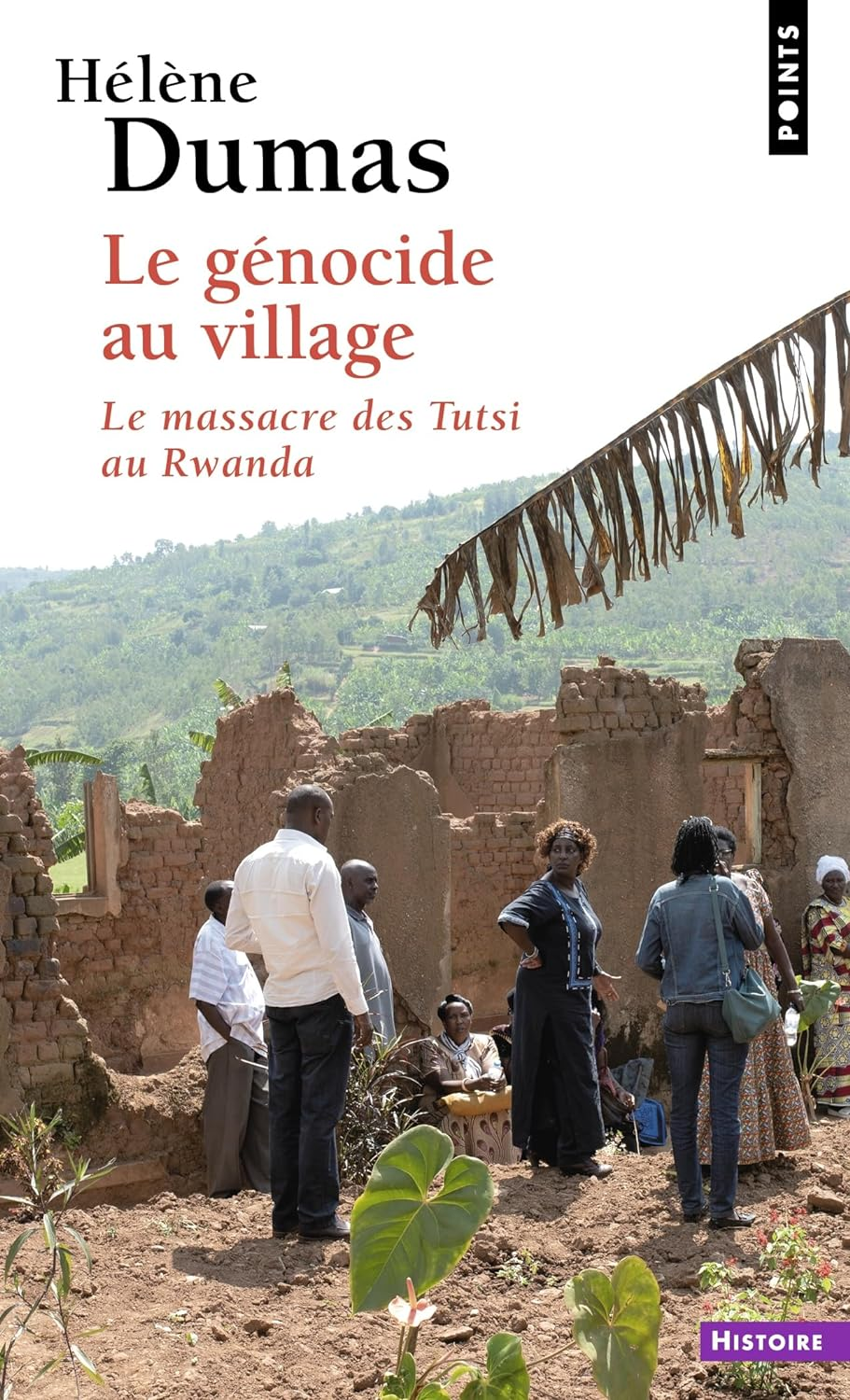

- Le génocide au village : le massacre des Tutsi au Rwanda, Paris, Éditions du Seuil, 2014, 364 p. (ISBN 978-2-02-116686-6)
- Sans ciel, ni terre : paroles orphelines du génocide des Tutsi (1994-2006), Paris, La Découverte, 2020, 307 p. (ISBN 978-2-348-05789-2)

## Distinctions
Hélène Dumas est lauréate de la seconde édition du Prix lycéen du livre d'histoire pour son livre Sans ciel ni terre. Paroles orphelines du génocide des Tutsis, Paris, La Découverte, octobre 2020,. Pour ce même livre, en 2021, elle est 45e lauréate du prix Pierre-Lafue.[réf. souhaitée]
Médaille de bronze du CNRS 2022